# Osmar
Pour les articles homonymes, voir Azevedo.
Pour le footballeur né en 1952, voir Osmar Guarnelli.
Osmar Aparecido de Azevedo dit Osmar est un footballeur brésilien né le 23 juillet 1980. Il est attaquant.